# Park Naturalny Aizkorri-Aratz
Park Naturalny Aizkorri-Aratz (hiszp. Parque natural de Aizkorri-Aratz) – obszar chronionego krajobrazu leżący w prowincjach Álava i Gipuzkoa, we wspólnocie autonomicznej Kraj Basków w Hiszpanii. Drugi co do wielkości park krajobrazowy w kraju Basków. Jego nazwa pochodzi od dwóch najbardziej rozpoznawalnych szczytów na jego terenie: Aizkorri i Aratz.
Otrzymał status obszaru chronionego w grudniu 1997 roku, a jego powierzchnia wynosi 159 km². W parku można spotkać 57 gatunków chronionych.
Najważniejsze atrakcje turystyczne na terenie parku to wapienne góry porośnięte lasami bukowymi.